# Haus Mengede

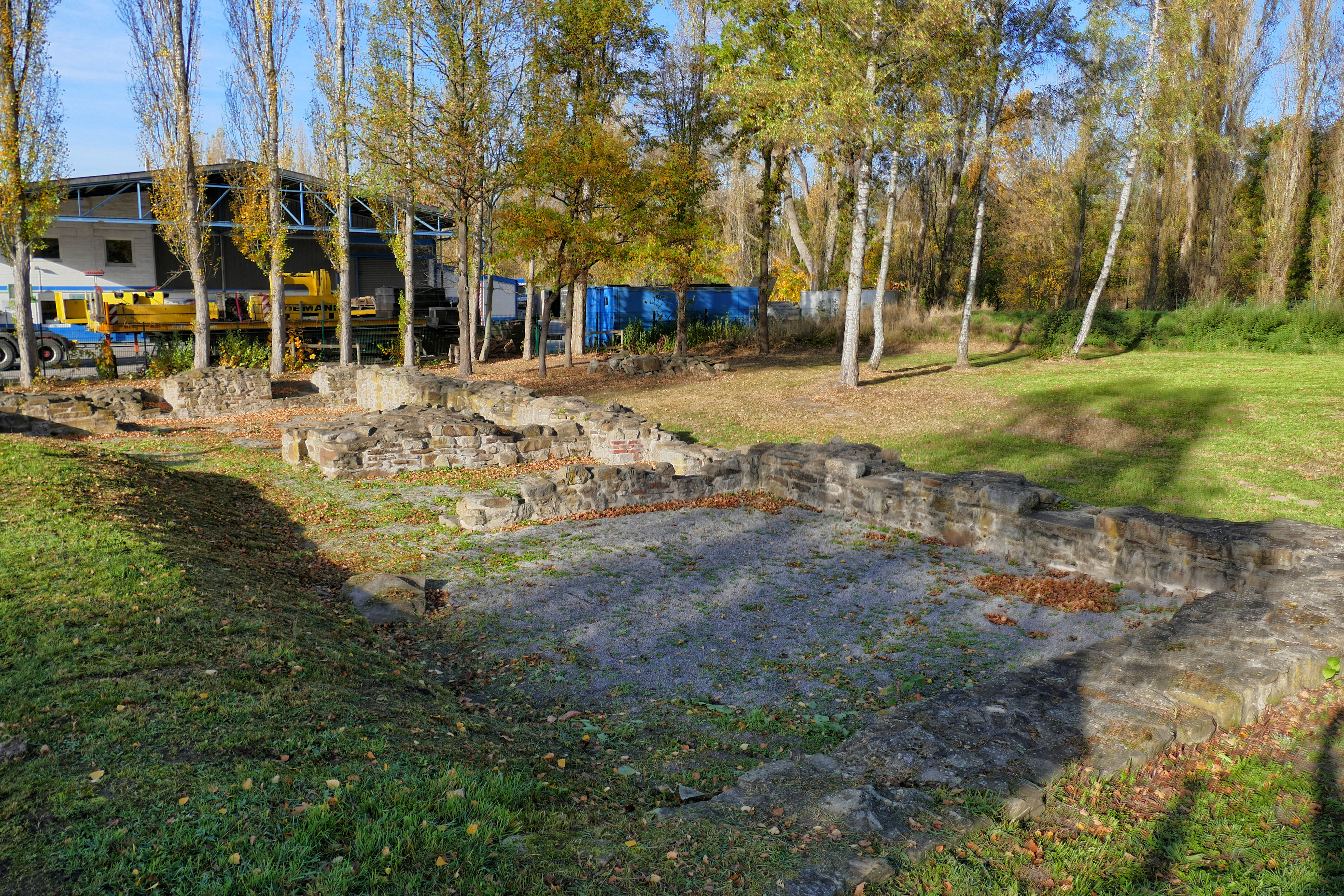
November 2022

Haus Mengede war ein Rittersitz im Dortmunder Ortsteil Mengede.
Das ursprüngliche Wasserschloss war Stammsitz der Ritter von Mengede. Bekanntester Vertreter dieses Adelsgeschlechts war Johann von Mengede, der von 1450 bis 1465 Hochmeister des Deutschen Ordens in Livland war.
Haus Mengede wurde zwischen 1260 und 1270 auf dem Boden des Oberhofes des alten Reichsguts Mengede als Befestigungsanlage mit Burg, Vorburg und Gräften errichtet. Neben der Familie von Mengede hielten die Ritter von Strünkede große Teile des Besitzes. Von 1421 bis 1604 war die Burg im Besitz derer von Bodelschwingh, bis 1715 derer von Büren, ab 1765 der Droste zu Vischering.
Im Jahre 1723 wurden die Befestigungsanlagen geschleift und im Jahre 1902, im Zuge der Umleitung und Kanalisierung der Emscher, deren Wasser früher die Gräften speiste und mehrere Mühlen antrieb, wurden auch die Gräften zugeschüttet. Nach dem Zweiten Weltkrieg verfiel das unweit der Emscher gelegene Gebäude zunehmend. Es wurde 1968 bis auf die Grundmauern abgebrochen.
Die Urflurkarte von 1822/1823 zeigt eine mächtige Anlage von etwa zwei Hektar Fläche mit einer Hauptburg- und einer Vorburginsel inmitten einer großen Gräfte. Die Grundmauern sind bis heute erhalten. Die kaum aufragenden Mauerreste lassen den Grundriss des Herrenhauses und stellenweise auch eine Innengliederung erahnen. Es dürfte sich dabei um die Überreste eines Umbaus aus der Mitte des 16. Jahrhunderts handeln.
Eine Informationstafel in der Parkanlage erinnert an die Geschichte des Gebäudes. Haus Mengede ist als Bodendenkmal in die Denkmalliste der Stadt Dortmund eingetragen.